# 前装式

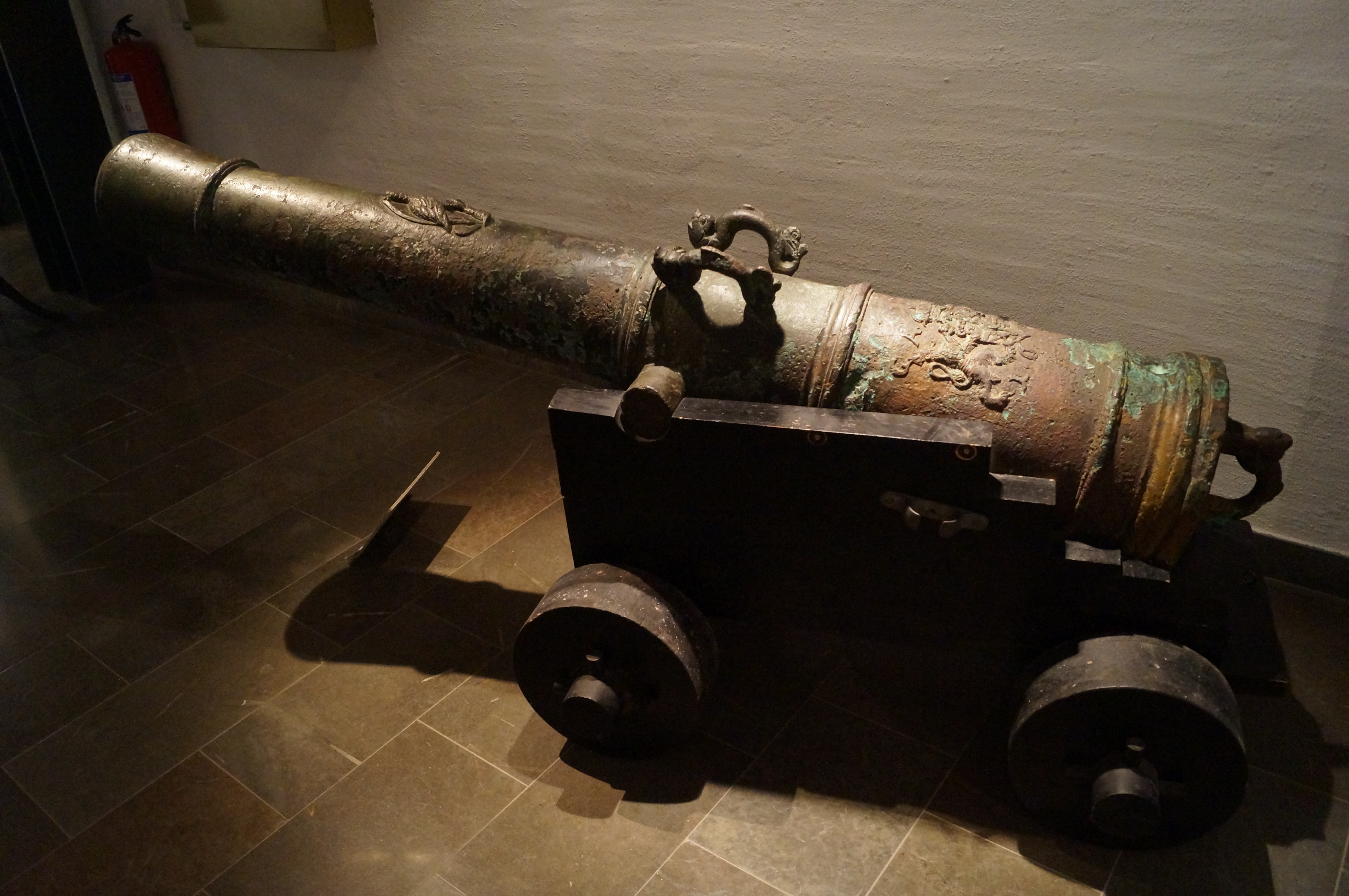
前装式の艦砲

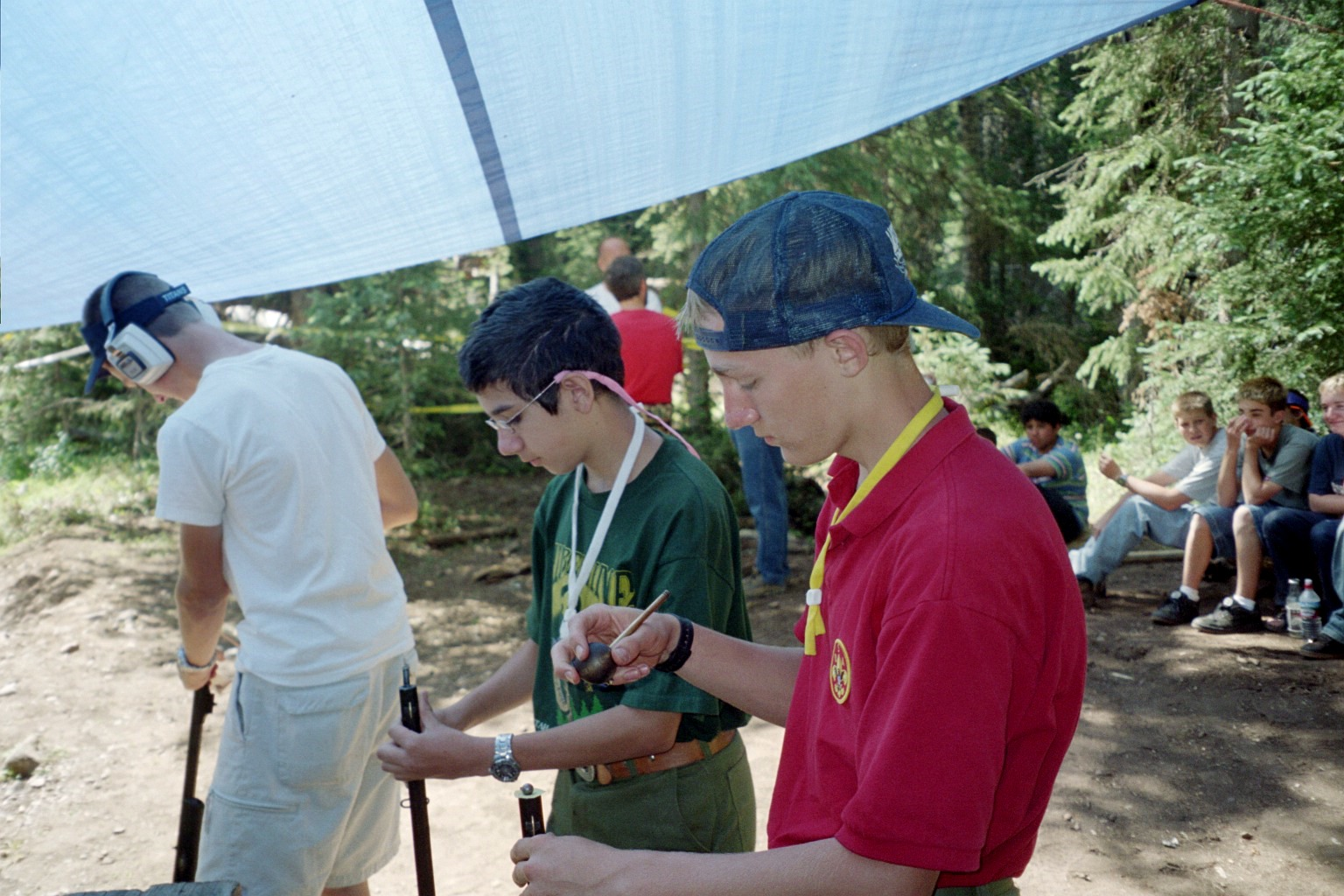
前装式の銃に、弾を込める人々

前装式（ぜんそうしき）は、火器での装填方式の1つであり、砲身や銃身の先端側ガンバレルから弾薬を装填する方式である。先込め、砲口装填式、マズルローディング（muzzle loading）とも呼ばれる。そのため前装式の銃砲は「前装銃」や「前装砲」「マズルローダー」（muzzle loader）とも呼ばれる。
対義語はガンバレル後端側の薬室から装填する「後装式」、「元込式」「ブリーチローダー」（breech loader）である。

## 特徴
銃の中でも開発初期の小火器であったマスケット銃や、帆走式の戦列艦など艦船に搭載されていた大砲は前装式であったため、2発目以降の装填に時間が掛かり発射速度が低かった。特に機走モニターに搭載された大型の砲塔式ダールグレン砲や、据え置きの大口径要塞砲においては砲の向きを変えてから再装填する必要があり、多大な時間と労力を要した。
これらは兵器の性能としては大問題であったが、初期のフランキ砲など後装式は装填時間が早くとも爆発事故が多く、産業革命を迎えるまでは技術的に信頼性が劣り、前裝砲が多用され続けた。現代でも行われている軍艦と陸地との礼砲の答礼は、これらの前装式艦砲の欠点を受け、入港の直前に砲を使用することで次の弾を直ちに発射できない状況を作り、相手側へ敵意のないことを示したものが起源であるといわれている。
構造的には後装式のような薬室を開閉・密閉する機構が必要ないため、部品点数を減らすことができ、場合によっては砲全体を一つの鋳型で鋳造できるため製造や保守が簡単である。そのため、初期の火器が出現した時代における工学・冶金技術の程度では、複雑な後装式よりも安全性や耐久性といった信頼性の面で優れ、製造コスト的にも有利だった。
艦砲では洋上での故障時に修理や整備に難があるため信頼性の高い前装砲が好まれ、近代的な後装砲であるアームストロング砲が現れた後も後装砲の導入が遅れた（これは実戦でアームストロング砲に故障・爆発事故が多発したためでもある）。砲口装填のため滑腔砲が多かったが、19世紀からはライット・システムによるライフル砲も導入されている。
現代でも運用コスト面では後装式より優れており、速射が要求されるブラン・ストーク式の迫撃砲や、逆に要求されない単発式火器や使い捨ての個人装備などで利用される機構である。

## 前裝式の危険性
撃発に失敗し不発射を生じた際の対応が難しい構造である。後裝式の場合は尾栓を開けるか、遊底を操作することで不発弾を薬室から除去できるのに対し、前裝式では尾栓や遊底が無いため除去作業も砲口から行なわなければならず、もし除去作業中に遅発が発生した場合はバレル内で加速された弾が自分に向かって飛んで来るという危険なものになる。
また、前裝式では外見から容易に装填状態か否かを確認する術が乏しいので、1879年1月12日に発生したイギリス海軍の砲艦「サンダーラー」の主砲暴発事故のように、未装填状態だと思い込んで、装填済みの火器に装薬や弾丸を二重に装填して発砲する事故がしばしば起こった（サンダーラーの事故では二重装填された381mm砲が爆発。11名が死亡。30名が負傷する大惨事となった）。現代でも迫撃砲の二重装填事故は珍しくない。

## 使用例

### 歴史上
- マスケット銃 - 前装式滑腔小銃の総称で、マズルローダーとも呼ばれる。一般的に丸玉（英語版）を用いるが、より小さな複数の丸玉を組み合わせて発射するバック・アンド・ボール（英語版）と呼ばれる、散弾銃のバックショットに相当する実包も用いられていた。
  - 火縄銃 - 日本におけるマッチロック式マスケットの総称、和製の種子島銃がこの範疇に含まれる。
  - ゲベール銃 - 幕末の日本に輸入された洋式マスケット銃のうち、フリントロック式またはパーカッションロック式の滑腔小銃の総称。和製の種子島銃を管打式に改造したもの（新発銃）も含まれる。
  - ライフルド・マスケット（英語版） - マスケット銃のうち、施条銃身を持つものの総称。マズルローダー・ライフル（英語版）とも呼ばれる。
    - ミニエー銃 - 幕末の日本に輸入されたライフルド・マスケットのうち、ミニエー弾（英語版）を用いるものの総称。日本ではしばしば前装式ライフル銃そのものの総称、あるいはミニエー弾を用いるマスケット銃の総称として捉えられがちであるが、ミニエー銃以前のライフルド・マスケットには丸玉や特殊形状の弾丸を用いるものが数多く存在しており、本来丸玉を用いるゲベール銃がミニエー銃登場後に滑腔銃身のままミニエー弾を用いる運用がされた例も存在する為、前述の斜体部分のような認識は必ずしも適切とは言えない。
- ラッパ銃 - 船上戦闘用の大口径マスケットまたはピストル。ブランダーバスやアークバス（英語版）の事を指す用語であるが、欧米側では一般的な名称ではない。なお、銃口がラッパ型になっているのは船上での装填を容易にするためであり、散弾を発射したときに通常の銃以上に拡散させるためではない。
- 大筒 - 和製大砲のうち、前装式滑腔砲。石火矢と混同される場合もあるが、こちらは本来は後装式のフランキ砲を指す用語である。
- 四斤山砲 - 幕末の日本に輸入された前装式施条砲（英語版）（ライフル砲）。ナポレオン砲とも呼ばれ、ライット・システムの砲も含まれる。

### 現代
- 迫撃砲
- ライフルグレネード
- マズルローダー
- RPG-7